# Friedrich Karl Kraft

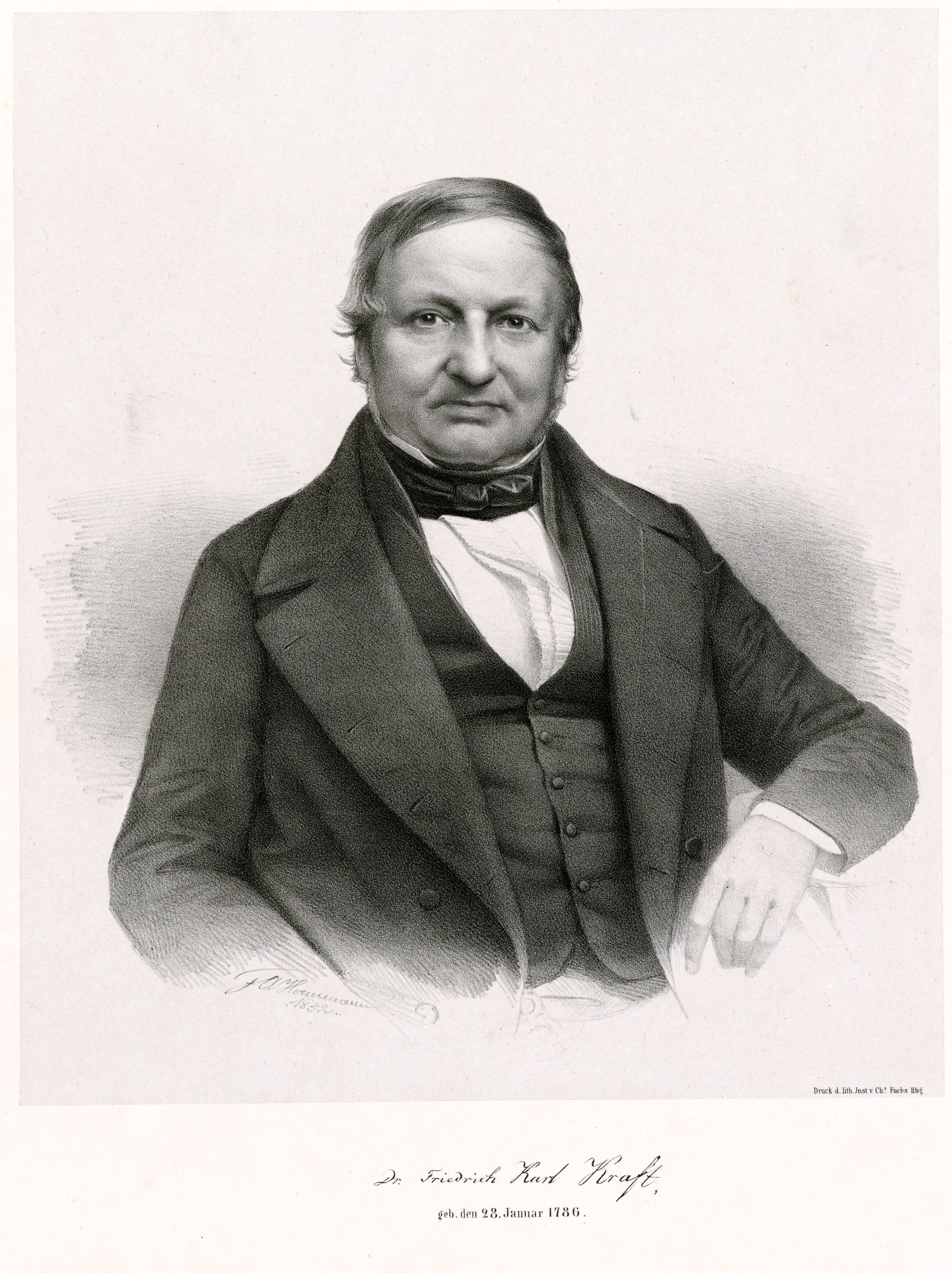
Friedrich Karl Kraft 1852, Lithografie von Friedrich Adolph Hornemann

Friedrich Karl Kraft (* 28. Januar 1786 in Niedertrebra; † 6. Februar 1866 in Hamm bei Hamburg) war ein deutscher Altphilologe und Lexikograf.

## Leben

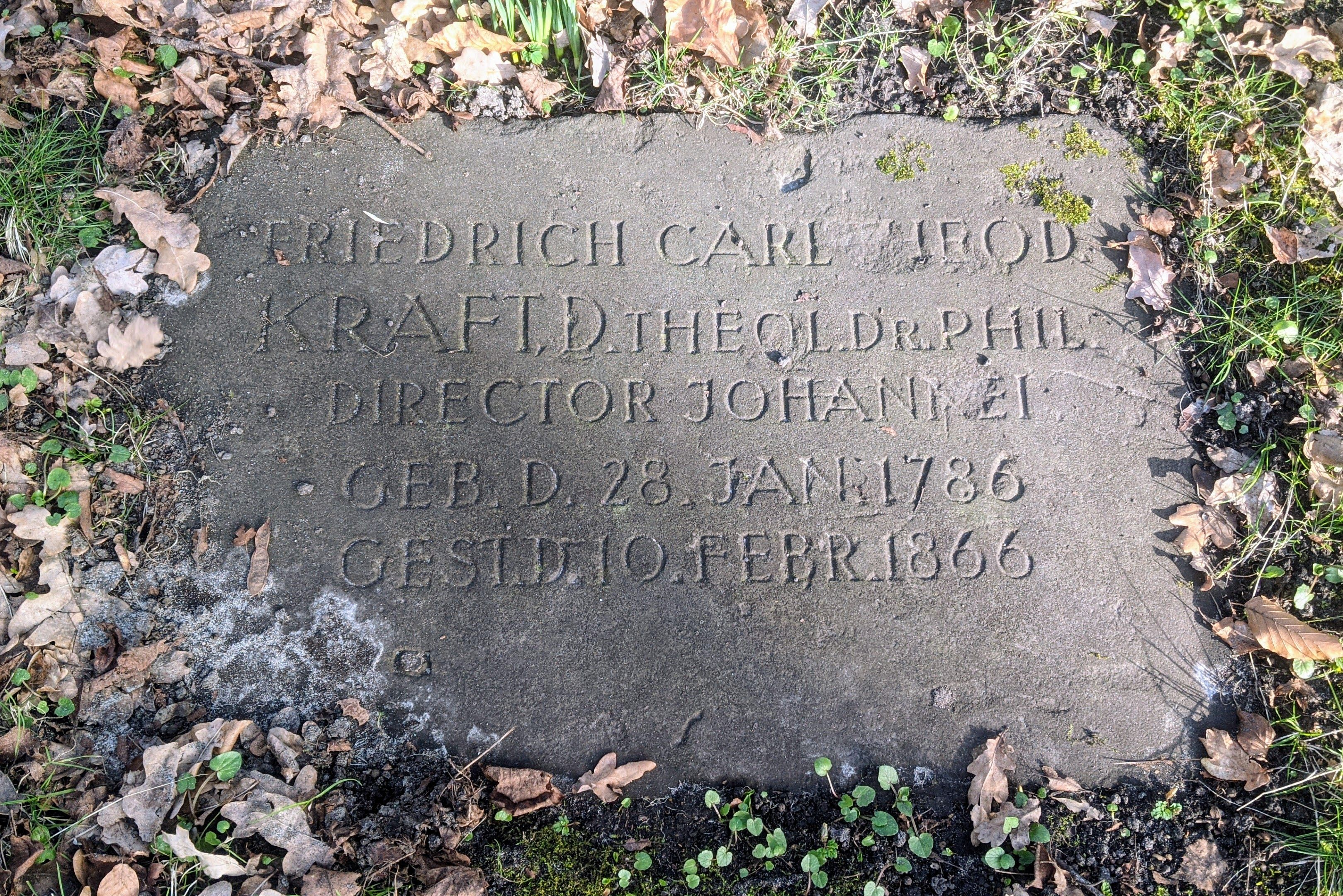
Grabmal auf dem Alten Hammer Friedhof in Hamburg

Kraft, Sohn eines Predigers, besuchte zunächst die lateinische Schule des Klosters Donndorf und anschließend ab 1800 die Landesschule Pforta. Von 1806 bis 1810 studierte er in Leipzig Theologie und Philologie und trat anschließend eine Stelle als Lehrer am Hennebergischen Gymnasium in Schleusingen an. Ab 1816 lehrte er dann am Domgymnasium Naumburg und wurde 1820 zum Rektor des Gymnasiums in Nordhausen berufen. Einer seiner Schüler dort war Karl Ernst Georges.
Von 1827 bis zu seiner Pensionierung 1861 war er Direktor des Johanneums in Hamburg.
Seine Tochter Adelheid Kraft heiratete den Kaufmann Edwin Nonne und war die Mutter des Neurologen Max Nonne.

## Schriften
- Handbuch der Geschichte von Altgriechenland, auch als Anleitung zum Uebersetzen aus dem Deutschen in das Lateinische. Klein, Leipzig 1815.
  - 2., […] verbesserte und wohlfeilere Auflage: Klein, Leipzig 1821 (Digitalisat).
- Deutsch-lateinisches Lexikon, aus den römischen Classikern zusammengetragen und nach den besten neueren Hülfsmitteln bearbeitet. 2 Bände. Klein, Leipzig/Merseburg 1820/1821.
  - 2., stark vermehrte und umgearbeitete Auflage: Klein, Leipzig/Merseburg 1824/1825 (Digitalisat).
  - 3., vielfach verbesserte und vermehrte Auflage: Klein, Leipzig/Merseburg 1829/1830 (Digitalisat: Bd. 1).
  - 4. umgearbeitete und vermehrte Auflage: Metzler, Stuttgart 1843/1844 (Digitalisate: Bd. 1, Bd. 2).
- Chrestomathia Ciceroniana, oder ausgewählte Stücke aus Cicero’s Schriften. Mit grammatischen und erklärenden Anmerkungen und einem vollständigen Register. Herold, Hamburg 1830.
  - 2., verbesserte und vermehrte Auflage: Herold, Hamburg 1844.
- Anleitung zum Uebersetzen aus dem Deutschen in’s Lateinische. Mit lateinischer Phraseologie, mit grammatischen und sprachlichen Anmerkungen zum Gebrauche für die mittleren Klassen der Gelehrten-Schulen versehen. 2 Bände. Dyk, Leipzig 1832.
- mit Cornelius Müller: Real-Schul-Lexikon: Ein Lexikon zum Verständnis der alten Classiker, für die studierende Jugend, 2 Bände, Hammerich, Altona 1848 
  - 2. Auflage, Herold, Hamburg 1864.